# Thelenella muscorum
Thelenella muscorum är en lavart som först beskrevs av Elias Fries, och fick sitt nu gällande namn av Vain. Thelenella muscorum ingår i släktet Thelenella och familjen Thelenellaceae.  Arten är reproducerande i Sverige.Utöver nominatformen finns också underarten octospora.